# 酒井はな
酒井 はな（さかい はな、1974年8月23日 - ）は、日本のバレエダンサーである。

## 略歴
アメリカ合衆国ワシントン州シアトル生まれ。日本に帰国後に鎌倉で育つ。5歳からバレエを始め、畑佐俊明に師事。橘バレヱ学校、牧阿佐美バレヱ団出身。受賞歴は多数。中学・高校時代には、雑誌「オリーブ」のモデルとしても活動した。文化学院出身。
1997年から新国立劇場バレエ団に参加。新国立劇場の開場公演『眠れる森の美女』『くるみ割り人形』に主演して、芸術選奨文部大臣新人賞を受賞した。
写真家篠山紀信撮影のDVDも発表している。
近年は、バレエの舞台に留まらず、劇団四季のミュージカル『コンタクト』『アンデルセン』にも出演し、その活躍の場を広げている。平成20年度（2008年）芸術選奨文部科学大臣賞（舞踊）を、石井潤振付「カルメン」で、この年の受賞者中最年少で受賞した。

## 受賞
- 舞踊批評家協会賞、村松賞（1996年）
- 芸術選奨新人賞、中川鋭之助賞（1997年）
- 服部智恵子賞（2000年）[3]
- 芸術選奨文部科学大臣賞（2008年）
- ニムラ舞踊賞受賞（2015年）。
- 紫綬褒章（2017年）[4]